# Fogbélgyulladás
Fogbélgyulladásnak (pulpitis) nevezik az egészséges fogbél különböző irritációkra gyulladással reagáló tüneteit. Az irritáció fajtája, erőssége és időtartama szerint különböző pulpitiszek alakulhatnak ki. A gyulladás lefolyása eltér a szervezet más helyein jelentkező gyulladásokétól a fogbél helyzete miatt (kemény szövetek határolják).
A gyulladás kiváltó oka leggyakrabban a fogbél baktériumokkal való fertőződése (általában fogszuvasodás miatt), de erős termikus, kémiai és mechanikai ingerek is szerepelnek az okok közt. A szuvasodásból a baktériumok által termelt toxinok először a dentincsatornákba kerülnek, ilyenkor egy hiperémia figyelhető meg a fogbél egy körülhatárolt területén. Később mikor a toxinok a fogbélbe is behatolnak, a vérbőség nagyfokú lesz, az erek permeabilitása megnő, ödéma képződik és a fogbélben megjelennek a gyulladást közvetítő sejtek (leukociták, makrofágok stb). Mikor a fogbél megnyílik és baktériumok kerülnek bele, a gyulladás gennyes jelleget ölt: kis elhalt területek és sok gyulladásos sejt jellemzi. Ha nem avatkozunk be, bekövetkezik a fogbél elhalása (nekrózisa), a baktériumok pedig a gyökércsatornán továbbhaladva, kikerülnek a periapikális térbe, ahol a parodontium gyulladását okozzák. Krónikus gyulladás akkor alakul ki, ha a pulpa védekezőképessége nem túl nagy, vagy ha az inger nem elég erős.
A fogbélgyulladások a kezelés szempontjából kétfélék lehetnek: reverzibilisek és irreverzibilisek. A reverzibilis pulpitiszek esetén a kiváltó ok megszüntetése és egy gyógyszeres kötés felhelyezése után meg van az esélye annak, hogy a fog megtartsa a vitalitását. Irreverzibilis pulpitis esetén a gyökérkezelés elkerülhetetlen.

## A fogbélgyulladások etiológiája
A fogbél gyulladását több természetes és iatrogén (orvosi hibából adódó) tényező is kiválthatja. Az irritatív tényezők behatásának az ideje, intenzitása és sokrétűsége igen változatos klinikai képet eredményez. A klinikai kép és az alkalmazott kezelés alapján megkülönböztetünk: fertőzéses eredetű-, traumás- eredetű- és iatrogén eredetű pulpitiszeket.

### Fertőzések
A fogbélgyulladások leggyakoribb oka a fogszuvasodás. Szövettanilag bizonyos esetekben már előrehaladott zománccaries esetében is ki lehet mutatni a pulpaérintettséget. Az esetek többségében azonban csak a dentincarieses lézióknál jelentkeznek elváltozások a fogbélben. Ebben a fázisban a baktériumok enzimek és toxinok által hatnak: hialuronidáz, glikolítikus enzimek, kollagenáz, lecitináz, koaguláz, sztreptokináz, dekarboxiláz, hisztidin. Ezek ellen a fog a dentincsatornák elszűkítésével, tercier dentin lerakásával és gyulladással reagál.
A baktériumok maguk is bekerülhetnek a fogbélbe, direkt módon károsítva azt. Általában egyenes úton kerülnek be a szuvasodásból, vagy a pulpakamra nyílásán keresztül törés, üregalakítás, csiszolás vagy gyorsan létrejött abrázió esetén. Retrográd úton is bekerülhetnek: leggyakrabban paradontopátiák esetén, amikor a hámtapadás megszűnik, utat nyitva a gyökérhártya mentén a baktériumoknak, melyek az oldalcsatornákon, súlyosabb esetekben akár a foramen apicalen keresztül jutnak a fogbélbe. Máskor a paradontopátia a cement destrukciójával jár, így a dentincsatornákon is bekerülhetnek a bakteriális anyagcseretermékek.
Ritkán előfordul a fogbél fertőződése a környező szövetek gennyedéseiből, vagy haematogén úton távoli fertőzésekből (anachoresis).
A baktériumok által kiváltott biológiai válasz nagysága és milyensége függ a baktériumok számától, virulenciájától, a szervezet ellenálló képességétől és a beteg életkorától. A fertőzött gyökércsatornában elsősorban obligát anaerobok találhatóak, előfordulnak még fakultatív anaerobok és aerob baktériumok is. Különböző tenyésztési nehézségek (a mintavételnél nagy a kontamináció veszélye) miatt nehéz pontosan meghatározni a baktériumflóra mennyiségi és minőségi összetételét. A leggyakrabban előforduló baktériumtörzsek a következők: Fusobacterium, Streptococcus, Bacteroides, Prevotella, Peptostreptococcus, Lactobacillus, Eubacterium, Actinomyces, Veillonella.

### Traumák
A traumák kiterjedésüktől függően kiválthatnak a fogbélben pulpitiszt vagy nekrózist. Csak a zománcot érintő törések esetén nem szokott semmi elváltozás fellépni a fogbél részéről. Ha a törésvonal a dentint is érinti előfordulhat, hogy a baktériumok bekerülnek a törési résbe és a dentincsatornákon keresztül károsítják a pulpát. Azokban az esetekben, amikor a fogbél is megnyílik, egy vérzés lép fel, mely kiváló táptalajt biztosít a mikroorganizmusoknak. Ilyenkor a fogbél vitalitása nagymértékben attól függ, hogy milyen gyorsan kerül ellátásra a fog.
Hasonló a helyzet azoknál a gyökértöréseknél, amelyek a szájüreg fele nyitottak. Viszont ha a törés zárt, megvan az esély a gyógyulásra. Ha a törvégek nagymértékben elmozdulnak egymástól az erek rongálódása miatt kicsi az esély a gyógyulásra, általában a fogbél elhal. Ugyanez történik a fogak nagymértékű luxációja estén is. A prognózis jobb, ha a gyökér fejlődése még nem zárult le és a gyökércsúcs még nyitott. Ilyenkor megvan az esélye annak, hogy az erek újra „bekússzanak” a fogbélbe.

### Fogorvosi beavatkozások
Különböző fogorvosi beavatkozások kisebb nagyobb irritáló tényezőként szerepelnek a fogbélre nézve. Így üregalakításkor, csiszoláskor megnyílnak a dentincsatornák, melyeknek a száma és az átmérője a fogbél fele egyre nagyobb. Ugyancsak káros a pulpára, ha az előbb említett műveleteknél nem megfelelő a vízhűtés. Ilyenkor a fog kiforrósodik és ugyanakkor a dentincsatornák kiszáradnak.
Különböző fogászati anyagok is károsak lehetnek. Tömések készítése során az üreg tisztítására és szárítására használt anyagok, mint például az alkohol, kloroform károsítja a pulpát. Egyes tömőanyagok, ha túl közel kerülnek a fogbélhez, vagy helytelenül használják szintén fogbélkárosítóak.
Helytelenül alkalmazott, azaz túl gyorsan végzett ortodonciás beavatkozások a fogba belépő erek strangulációját okozzák, a már említett következményekkel.
A beavatkozások okozta károk megítélése nehézkes, mivel gyakran már eleve jelen volt egy bizonyos fokú irritáció.

## A gyulladás lefolyása
Ha az irritáló tényező elér egy bizonyos erősségi szintet, a fogbél erre gyulladással válaszol. Ez a gyulladás elviekben ugyanúgy zajlik le, mint a szervezet más szöveteiben, de a fogbél topográfiája, azaz a kemény szövetekkel való körbezártsága speciális jelleget kölcsönöz a pulpitiszeknek.
Az első elváltozás a fogbélben jelentkező vérbőség (hiperaemia). Kezdetben a baktériumok által termelt toxinok pH-csökkenést idéznek elő a pulpában, mely érszűkülettel jár. Rövid időn belül azonban a felszabadult vasoactiv anyagok (hisztamin, szerotonin stb.) az erek tágulatát és permeabilitásuk megnövekedését idézik elő. A plazma kiáramlik és ödéma keletkezik. A tágult erek és az ödéma miatt megnő a nyomás, ami a fájdalom megjelenését idézi elő. Mivel ezek az elváltozások a fogbél csak egy körülírt részében jelentkeznek, megvan a lehetőség a folyamat visszafordítására: az arterio-venosus anasztomózisokon keresztül csökken a vérbőség, a nyirokereken keresztül pedig az ödéma vezetődik le. Ha az inger nem szűnik meg az erekből, kemotaktikus anyagok hatására neutrofil granulociták lépnek ki. Ezek a sejtek próbálják semlegesíteni a bakteriális toxinokat. Megfelelő kezelés esetén a folyamat teljesen visszafejlődik (reverzibilis).
Ha a kiváltó inger tovább fennáll vagy erősödik az erekből a neutrofil granulociták mellett más gyulladást közvetítő sejtek (limfociták, makrofágok, plazmasejtek) is kivándorolnak. Ezek közül egyes sejtek rövid életűek, hamar szétesnek, ilyenkor pedig lizoszomális enzimeket szabadítanak fel. Ezek az enzimek pedig károsak a pulpa szöveteire. A fogbélben kis, körülírt gennyes területek jönnek létre. Ha a folyamat lassan evolvál, a fogbél egy része vagy teljes egésze elgennyesedhet. Ebben a stádiumban már baktériumok is jelen vannak a fogbélben és közvetlenül károsítják azt. A gyulladás ezen a szinten már irreverzibilis: a kiváltó tényezők eltávolítása után sincs meg az esély a gyógyulásra, a folyamat lassan vagy gyorsan a fogbél elhalásához vezet.
A fent említett folyamat viszonylag gyorsan lezajlik. A legtöbb esetben nem tart többet 2-3 napnál, de vannak esetek, amikor pár óra leforgása alatt a fogbél elhal. A fertőzés általában nem áll le itt és tovaterjed a gyökérhártyára, annak a gyulladását okozva: periodontitis apicalis. Gyakran az is előfordul, hogy a pulpitis és a periodontitis apicalis együtt van jelen.

### Pulpanekrózis
A fogbél elhalása (necrosis) bekövetkezhet a fogbél teljes egészében vagy annak csak egy körülírt területén (főleg többgyökerű fogak esetén, amikor az egyik gyökér elhalhat, míg a másik még él). A fogbél nekrózisa előfordulhat a fogat ért traumák után is, mikor a fogba behatoló erek rongálódnak. Kétféle mechanizmus útján jöhet létre: az egyik, amikor a baktériumok és a gyulladásos melléktermékek közvetlenül károsítják a fogbél sejtjeit. Ilyenkor a sejtek lízise, feloldódása következik be, ezért ezt a nekrózist kollikvációs nekrózisnak nevezzük. A másik mechanizmusnál ugyanaz történik, mint a traumák esetében: a pulpát tápláló erek elzáródnak, azáltal hogy a pulpa gyulladását kísérő vérbőséggel és ödémával járó nyomásfokozódás összenyomja a vékonyfalú vénákat és nyirokereket. Ebben az esetben ischeamia (vértelenség) lép fel, ami koagulációs nekrózishoz vezet.

### Krónikus fogbélgyulladások
A fogbélgyulladás idültté válásának az az alapfeltétele, hogy a pulpa megnyíljon  és a nyíláson keresztül a gyulladásos termékeknek legyen lehetőségük távozásra. A fogbelet általában a szuvas folyamat teszi szabaddá direkt módon, de előfordul, hogy a szuvasodás miatt meggyengült fog egy része rágás közben letörik és így nyílik meg a fogbél. A krónikus fogbélgyulladásnak két formája lehet: fekélyes és hiperpláziás.
A fekélyes forma általában csökkent reaktivitású fogbél, vagy rossz általános állapot esetén alakul ki. Jellemzője a fogbél nyílásának megfelelően látható fekély. Mivel a védekező reakció nem elég erős, és a fogbél folyamatosan ki van téve a szájüreg felőli fertőződésnek, a gyógyulás nem következhet be. A szervezet egy granulációs szövet képzésével és erős limfo-plazmocitás beszűrődéssel próbálja elhatárolni a gyulladást.
Jó védekezőképességgel bíró egyéneknél, de általában tág és nyitott gyökércsatornával rendelkező gyerekeknél előfordul, hogy a granulációs szövet képzése proliferatív jelleget ölt. A dús proliferáció az úgynevezett pulpapolipust képezi, mely a fogból kiemelkedő vörös, bőven erezett képletként jelentkezik. Gyakran előfordul, hogy a szomszédos nyálkahártya felől hámsejtek kúsznak a polipusra. Ilyenkor nehéz elkülöníteni a szuvasodásba benőtt ínytől

### Belső granuloma
A fogbélmegbetegedések egy ritka formája a belső granuloma vagy belső reszorpció (pulpitis chronica granulomatosa clausa, Palazzi-féle granuloma). A pulpitis ezen formáját a belső dentinfal felszívódása jellemzi. Az elváltozás egy krónikus gyulladás talaján alakul ki, amikor a granulációs szövetben található immunsejtek és ún. dentinoclastok a dentint belülről lebontják. A folyamat általában teljesen tünetmentesen zajlik le és a fog rózsaszín elszíneződése hívja fel a beteg vagy az orvos figyelmét. A fog általában megtartja vitalitását. Röntgenfelvételen a fogbél egy részének kerek vagy ovális kitágulása figyelhető meg.

## Tünetek és kórismézés
Ritka tünetmentes esetektől eltekintve, a fogbélgyulladás egyetlen tünete a fájdalom. Ez a fogbél speciális helyzetéből adódik, ami megakadályozza a gyulladás többi, szubjektív és objektív tüneteinek az észlelését. A fájdalom két mechanizmus útján váltódik ki: az egyik, mikor az idegvégződéseket közvetlenül irritálják különböző anyagok (mint például a bakteriális toxinok, vagy a gyulladás mediátorai, mint a prostaglandin), a másik, egy indirekt út, amikor a gyulladás mediátorai vazodilatációt és plazmakiáramlást okoznak, ezáltal növelve a nyomást és csökkentve a pH-t. A fogbél érzőrostjainak kb. 80%-a C típusú velőtlen rost, mely a tompa, hosszan tartó, kevésbé elviselhető, nem lokalizálható fájdalomért felelős. Aα-rostokat is találunk, melyek a hirtelen fellépő, éles, nyilalló fájdalmat közvetítik.
Klinikai szempontból, elsősorban az alkalmazott kezelési eljárás miatt, célszerű a fogbélgyulladásokat reverzibilis és irreverzibilis pulpitiszekre felosztani.
Reverzibilis pulpitiszről beszélünk, amikor a kiváltó tényező eltávolítása és megfelelő kezelés (pulpasapkázás) után a gyulladás megszüntethető. Ez elsősorban a hiperémia stádiumában érhető el, de későbbi stádiumokban sem kizárt, elsősorban ha a gyulladás nem terjed ki a fogbél egészére. A pulpitis ezen formájánál a fájdalom csak ingerekre jelentkezik és az inger megszűnte után rövid időn belül meg is megszűnik. A fájdalmat kiválthatja hideg vagy meleg (gyakrabban a hideg), édes vagy sós anyagok fogyasztása. A fájdalom éles, nyilalló, fájdalomcsillapító gyógyszerekre megszűnik. A beteg pontosan meg tudja mutatni a fájdalmas fogat. A vitalitáspróbák közül a hő- és elektromos ingerekkel fájdalom váltható ki, azonban a fájdalom az inger eltávolítása után megszűnik.
Irreverzibilis pulpitis esetén gyógyulás nem következik be, a gyökérkezelés elkerülhetetlen. A fájdalom spontán jelentkezik, erős, gyakran elviselhetetlen, tompa, lüktető, az inger megszűnte után sem enyhül. Gyakran kisugárzó a fájdalom, ezért nehezen lehet lokalizálni a fogat, előfordul, hogy a beteg az egyik arcfelét tudja megjelölni csak, mint a fájdalom forrása. Jellemző tünet az éjszaka jelentkező elviselhetetlen fájdalom. Tesztingerekkel erős fájdalom váltható ki.
 Pulpanekrózis esetén a fogak tünetmentesek. A vitalitáspróbák negatívak, fájdalom nem váltható ki. Idővel az elhalt pulpájú fogak szürkésen, barnásan elszíneződnek.
 Krónikus fogbélgyulladások esetén a szubjektív tünetek szegényesek, gyakran évekig nem okoznak semmilyen panaszt. Ezekben a tünetmentes esetekben a vitalitástesztek pozitívak. Spontán fájdalom általában csak akkor fordul elő, amikor a fogbél nyílását, amin keresztül levezetődnek a gyulladásos termékek, az ételmaradék eltömeszeli és így a gyulladás fellángol. Ebben az esetben az irreverzibilis gyulladáshoz hasonló tünetek jelentkeznek.

### Elkülönítő kórisme
A fogbélgyulladásokat el kell különíteni néhány hasonló tünetekkel járó betegségektől.
- Így a reverzibilis pulpitiszhez hasonló fájdalommal jár a dentinérzékenység, de itt a fájdalmat nem baktériumtoxinok okozzák, hanem a zománccal és/vagy cementtel nem fedett dentinben létrejött hidrosztatikus nyomáskülönbség, mely mechanikailag irritálja az idegvégződéseket.
- Az irreverzibilis pulpitiszt elsősorban periapikális gyulladásoktól kell elkülöníteni. Periodontitis apicalis esetén a fog a tengelyében történő kopogtatásra érzékeny, gyakran a betegek úgy érzik, mintha a fog kiemelkedne. Ez a gyökér csúcsánál lévő ödémával magyarázható, ami enyhén kiemeli a fogat. Periapikális tályogok esetén már egyéb tünetek is jelentkeznek: a nyálkahártya vérbősége, később pedig fisztulizációja, melyen genny ürül. A periapikális folyamatok esetén általában röntgenleletek is vannak, ami nagy segítség az elkülönítésben.
- Az arcüreg gyulladása esetén is előfordulhat hidegre vagy kopogtatásra jelentkező fájdalom. Ilyenkor azonban hő- és elektromos ingerekkel nem lehet fájdalmat kiváltani a fogban és a sinusitisre jellemző tünetek is jelen vannak: fájdalom a fej előrehajtásakor és az arcüreg elülső falának a nyomásakor.
- Ha a fájdalom nem lokalizálható, akkor el kell különíteni a szomszédos területek betegségeiben jelentkező fájdalmaktól: állkapocsízületi, neuralgiás fájdalmaktól, középfülgyulladás, osteomyelitis, fültőmirigy-gyulladás okozta fájdalmaktól.